# 冰島—菲律賓關係
冰島－菲律賓關係，是指冰島與菲律賓共和國兩國之間的雙邊關係，兩國的正式外交關係始於1999年2月24日。冰島通過冰島駐日大使館兼轄對菲事務，而菲律賓則通過菲律賓駐挪威大使館兼轄冰島事務，兩國同時於對方的首都雷克雅維克和馬尼拉設有名譽領事館。

## 經濟往來

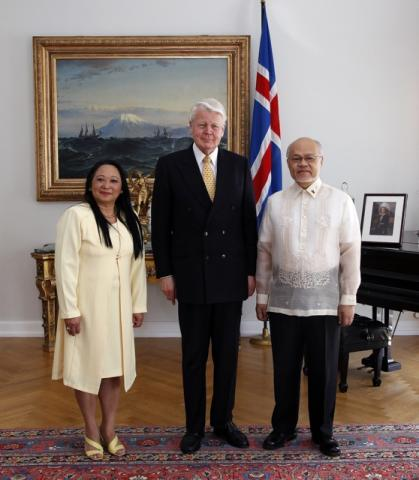
冰島總統奧拉維爾·拉格納·格里姆松 （中間）、菲律賓駐雷克雅維克名譽領事Priscilla Zanoria、菲律賓駐挪威兼駐冰島大使麥卡托（Bayani Mercado）於2012年在冰島總統官邸贝萨斯塔济會面。

菲律賓與冰島、挪威和丹麥是海事、採礦業、可再生能源、漁業和醫療服務等領域的長期合作夥伴。冰島總統奧拉維爾·拉格納·格里姆松表示希望菲律賓和冰島兩國的關係更強和更緊密。
2009年，時任菲律賓駐挪威兼駐冰島大使伊麗莎白·布恩蘇塞索（Elizabeth Buensuceso）和冰島外交部部長厄叙尔·斯卡普赫津松討論進一步合作的前景，特別是漁業和地熱領域，她亦表示擔心冰島中央銀行當時實行限制性匯款和匯兌的政策，指出這些政策影響到菲律賓勞工在冰島難以寄錢回國，並且提出替代辦法。
2012年，在老撾萬象舉行的亞歐會議上，時菲律賓總統阿基諾三世和時瑞士聯邦總統艾維琳·威德默-施倫普夫 就瑞士與歐洲自由貿易區簽署自由貿易協定的建議進行了討論，確認了該機制對菲律賓與歐洲自由貿易聯盟之間加強經濟關係的可行性，而冰島是該聯盟的成員之一。
據2013年的統計報告，冰島是菲律賓第171大貿易夥伴，出口額達85,996美元。

## 勞動力和移民
2007年，兩國就冰島新實施的勞工移民政策達成協議。協議中列明冰島語技能不是申請工作許可的要求，但是雇主可因應工作需要而為工人在抵達時接受語言培訓；冰島接受菲律賓護士和擁有相問技能人員的工作許可申請，以解決一些當地的醫院護士短缺的問題。
據官方數據，2006年共有778名菲律賓工人獲得了冰島的工作許可證，使菲律賓成為當地外勞的第六大來源國和提供勞動力最大的非歐盟國家。大部分菲律賓勞工屬於低技術類別。但是有越來越多的菲律賓醫護人員如護士和護理助理在當地工作。
Statistic Iceland截至2017年，在波蘭出生的移民有13771人，佔總移民冰島的人口的38.3％．其次的是立陶宛（1,880人）和菲律賓（1,610人）。大多數菲律賓人傾向於定居在首都地區，少部分居住在郊野地區。另外，據2010年的人口普查，有46名冰島公民居住在菲律賓。

## 近期發展
2019年7月，冰島向聯合國提交決議，要求審視菲律賓總統杜特爾特的緝毒行動有否違反人權。受事件影響，菲律賓當局威脅跟冰島斷絕外交關係。